# Údolí Bánovského potoka
Údolí Bánovského potoka este o arie protejată (arie specială de conservare — SAC, sit de importanță comunitară — SCI) din Republica Cehă întinsă pe o suprafață de 21,62 ha, integral pe uscat.

## Localizare
Centrul sitului Údolí Bánovského potoka este situat la coordonatele 49°00′37″N 17°42′10″E / 49.010278°N 17.702778°E.

## Înființare
Situl Údolí Bánovského potoka a fost declarat sit de importanță comunitară în aprilie 2005 pentru a proteja 2 specii de animale. Situl a fost protejat și ca arie specială de conservare în august 2014.

## Biodiversitate
Situată în ecoregiunea continentală, aria protejată nu include niciun habitat protejat.
La baza desemnării sitului se află mai multe specii protejate:
- amfibieni (1): izvoraș-cu-burta-galbenă (Bombina variegata)
- nevertebrate (1): fluturele de noapte (Eriogaster catax)